# Monmouth megye
Monmouth megye az Amerikai Egyesült Államokban, azon belül New Jersey államban található. Megyeszékhelye Freehold Borough. Lakosainak száma 643 615 fő (2020. április 1.). Monmouth megye Middlesex, Mercer és Ocean megyékkel határos.

## Népesség
A megye népességének változása:
| Lakosok száma | 630 745 | 630 198 | 629 393 | 629 672 | 628 715 | 643 615 |
|               | 2010    | 2011    | 2012    | 2013    | 2015    | 2020    |